# Alberta von Puttkamer

Alberta von Puttkamer (1849–1921)

Alberta von Puttkamer (* 5. Mai 1849 in Glogau als Anna Lucie Karoline Alberta Weise; † 19. April 1923 in Baden-Baden) war eine deutsche Schriftstellerin.

## Leben
Anna Lucie Karoline Alberta Weise war die Tochter einer großbürgerlichen Familie in Niederschlesien. Sie heiratete den Landrichter Maximilian von Puttkamer, welcher 1871 Mitglied des Reichstages wurde und 1877 nach Elsass-Lothringen gesandt wurde, wo er schließlich von 1887 bis 1901 Staatssekretär im Reichsamt für Elsaß-Lothringen wurde. In dieser Zeit lebte sie lange in Straßburg; zog aber 1907 nach Baden-Baden um, wo ihr Gatte 1906 gestorben war. Das Paar hatte zwei Söhne und eine Tochter.
Puttkamer war politisch deutsch-national ausgerichtet und warb in ihren Veröffentlichungen sowie in ihrem literarischen Salon in Straßburg für deutsche Kultur. Besondere Aufmerksamkeit erhielt ihr Drama Kaiser Otto Der Dritte, welches von Otto III. handelte. Sie schrieb Dramen, Gedichte, literarische und journalistische Essays sowie Lieder und sang auch selbst.
Sie war Auswärtiges Mitglied im Verein der Schriftstellerinnen und Künstlerinnen Wiens und wurde zur Ehrenbürgerin Glogaus ernannt.

## Werke

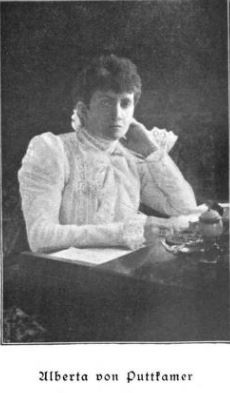

- Kaiser Otto Der Dritte (Schauspiel, 1883) (Digitalisat)
- Akkorde und Gesänge (Gedichtsammlung, 1889) (Digitalisat)
- Offenbarungen (Dichtungen, 1894) (Digitalisat)
- Aus Vergangenheiten. Ein elsässiches Balladenbuch. Buchschmuck: Charles Spindler (1899), online – Internet Archive
- Die Ära Manteuffel (1904)
- Gabriele D’Annunzio (1905)
- Aus meiner Gedankenwelt (1913)
- Merlin (1919)
- Mehr Wahrheit als Dichtung (Autobiographie, 1919) Neuausgabe Hofenberg, Berlin 2022, ISBN 978-3-7437-4527-8